# Костајник (Крупањ)
Костајник је насеље у Србији у општини Крупањ у Мачванском округу. Према попису из 2022. било је 770 становника. Недалеко од насеља се налазе остаци утврђеног града. У близини се налази Рудник Столице.
Овде је рођена монахиња Текла Марковић.

## Демографија
У насељу Костајник живи 855 пунолетних становника, а просечна старост становништва износи 40,1 година (39,0 код мушкараца и 41,3 код жена). У насељу има 350 домаћинстава, а просечан број чланова по домаћинству је 2,99.
Ово насеље је великим делом насељено Србима (према попису из 2002. године), а у последња три пописа, примећен је пад у броју становника.
|  |

| Демографија | Демографија | Демографија |
| Година      | Становника  | Становника  |
| ----------- | ----------- | ----------- |
| 1948.       | 1.431       |             |
| 1953.       | 1.621       |             |
| 1961.       | 1.671       |             |
| 1971.       | 1.506       |             |
| 1981.       | 1.364       |             |
| 1991.       | 1.264       | 1.234       |
| 2002.       | 1.048       | 1.086       |

| Етнички састав према попису из 2002.‍ | Етнички састав према попису из 2002.‍ | Етнички састав према попису из 2002.‍ | Етнички састав према попису из 2002.‍ | Етнички састав према попису из 2002.‍ |
| ------------------------------------ | ------------------------------------ | ------------------------------------ | ------------------------------------ | ------------------------------------ |
|                                      |                                      |                                      |                                      |                                      |
| Срби                                 | Срби                                 |                                      | 1.043                                | 99,52%                               |
| Руси                                 | Руси                                 |                                      | 1                                    | 0,09%                                |
| непознато                            | непознато                            |                                      | 2                                    | 0,19%                                |

| Година пописа     | 1948. | 1953. | 1961. | 1971. | 1981. | 1991. | 2002. |
| ----------------- | ----- | ----- | ----- | ----- | ----- | ----- | ----- |
| Број домаћинстава | 199   | 219   | 265   | 287   | 302   | 345   | 350   |

| Број чланова      | 1  | 2  | 3  | 4  | 5  | 6  | 7 | 8 | 9 | 10 и више | Просек |
| ----------------- | -- | -- | -- | -- | -- | -- | - | - | - | --------- | ------ |
| Број домаћинстава | 61 | 91 | 70 | 76 | 26 | 21 | 5 | 0 | 0 | 0         | 2,99   |

| Пол    | Укупно | Неожењен/Неудата | Ожењен/Удата | Удовац/Удовица | Разведен/Разведена | Непознато |
| ------ | ------ | ---------------- | ------------ | -------------- | ------------------ | --------- |
| Мушки  | 479    | 188              | 256          | 27             | 4                  | 4         |
| Женски | 426    | 70               | 261          | 92             | 3                  | 0         |
| УКУПНО | 905    | 258              | 517          | 119            | 7                  | 4         |

| Пол    | Укупно                    | Пољопривреда, лов и шумарство | Рибарство                            | Вађење руде и камена | Прерађивачка индустрија       |
| ------ | ------------------------- | ----------------------------- | ------------------------------------ | -------------------- | ----------------------------- |
| Мушки  | 243                       | 29                            | 0                                    | 5                    | 51                            |
| Женски | 58                        | 23                            | 0                                    | 0                    | 14                            |
| УКУПНО | 301                       | 52                            | 0                                    | 5                    | 65                            |
| Пол    | Производња и снабдевање   | Грађевинарство                | Трговина                             | Хотели и ресторани   | Саобраћај, складиштење и везе |
| Мушки  | 1                         | 49                            | 18                                   | 5                    | 1                             |
| Женски | 0                         | 1                             | 6                                    | 1                    | 0                             |
| УКУПНО | 1                         | 50                            | 24                                   | 6                    | 1                             |
| Пол    | Финансијско посредовање   | Некретнине                    | Државна управа и одбрана             | Образовање           | Здравствени и социјални рад   |
| Мушки  | 1                         | 2                             | 15                                   | 3                    | 5                             |
| Женски | 0                         | 1                             | 1                                    | 3                    | 0                             |
| УКУПНО | 1                         | 3                             | 16                                   | 6                    | 5                             |
| Пол    | Остале услужне активности | Приватна домаћинства          | Екстериторијалне организације и тела | Непознато            | Непознато                     |
| Мушки  | 2                         | 0                             | 0                                    | 56                   | 56                            |
| Женски | 0                         | 0                             | 0                                    | 8                    | 8                             |
| УКУПНО | 2                         | 0                             | 0                                    | 64                   | 64                            |